# Microcalcarifera asystata
Microcalcarifera asystata là một loài bướm đêm trong họ Geometridae.